# Precinct de Beaucoup
Le precinct de Beaucoup est un precinct électoral du comté de Perry dans l'Illinois, aux États-Unis. En 2010, ce precinct comptait une population de 803 habitants.